# Chiton bowenii
Chiton bowenii är en blötdjursart som beskrevs av King och William John Broderip 1831. Chiton bowenii ingår i släktet Chiton och familjen Chitonidae. Inga underarter finns listade i Catalogue of Life.